# Walther Penck
Walther Penck, doctor ( 30 de agosto de 1888 – 29 de septiembre de 1923), hijo del geógrafo Albrecht Penck, quien fue el primero en proponer la construcción de una carta mundial en escala un millón (un milímetro = un kilómetro); nació en Viena.
Entre 1912 y 1914 trabajó en Argentina como geólogo, y es famoso por sus contribuciones en el campo de la geomorfología. En particular, puso en duda elementos clave del ciclo davisiano de erosión, concluyendo que el proceso de levantamiento y denudación ocurren simultáneamente, a un ritmo gradual y continuo.
Murió en Stuttgart, Alemania.

## Obra
- Die morphologische Analyse: ein Kapitel der physikalischen Geologie. Engelhorn, Stuttgart 1924
- Durch Sandwüsten auf Sechstausender. Ein Deutscher auf Kundfahrt. Engelhorn, Stuttgart 1933
- Puna de Atacama. Engelhorn, Stuttgart 1933

## Honores

### Epónimos
En Argentina hay una montaña andina con su nombre: Walther Penck